# Cristina D'Avena e i tuoi amici in TV 19
Cristina D'Avena e i tuoi amici in TV 19 è una raccolta della cantante Cristina D'Avena pubblicata nel 2006.

## Tracce
1. Mirmo (Alessandra Valeri Manera/Max Longhi, Giorgio Vanni)
2. Grog di Magog (Alessandra Valeri Manera/Max Longhi, Giorgio Vanni)
3. La strada d'argento (Alessandra Valeri Manera/Carmelo Carucci)
4. King Kong (Graziella Caliandro/Cristiano Macrì)
5. I colori del cuore (Alessandra Valeri Manera, Cristina D'Avena, Marilena Criscì/Francesco Amato)
6. Aspettiamo te (Alessandra Valeri Manera/Carmelo Carucci)
7. Pokémon Advanced Battle (Alessandra Valeri Manera/Max Longhi, Giorgio Vanni)
8. Siamo le Trollz (Graziella Caliandro/Luca Orioli)
9. Una stella cade
10. Kirby (Alessandra Valeri Manera/Max Longhi, Giorgio Vanni)
11. Cantiamo con Cristina (Alessandra Valeri Manera/Carmelo Carucci)
12. La squadra del cuore (Alessandra Valeri Manera/Max Longhi, Giorgio Vanni)
13. Gli Amici Cercafamiglia (Alessandra Valeri Manera/Vincenzo Draghi)
14. Cucciolandia (Alessandra Valeri Manera/Silvio Amato)
15. Sailor Moon e il cristallo del cuore (Alessandra Valeri Manera/Carmelo Carucci)
16. Primo amore (Alessandra Valeri Manera/Carmelo Carucci)
17. Calimero (Alessandra Valeri Manera/Gianfranco Fasano)
18. Totally Spies (Graziella Caliandro, Lorenzo Imerico/Massimo Senzioni)
19. Cristoforo Colombo (Alessandra Valeri Manera/Carmelo Carucci)
20. 80 sogni per viaggiare (Alessandra Valeri Manera/Carmelo Carucci)

## Interpreti
- Cristina D'Avena (n. 1-2-3-5-6-9-10-13-14-15-16-17-19-20)
- Cristina D'Avena e Giorgio Vanni (n. 7)
- Cristina D'Avena e Pietro Ubaldi (n. 11)
- Silvio Pozzoli (n. 4)
- Le Trollz (n. 8)
- Giorgio Vanni (n. 12)
- YAGO e MissBit (n. 18)